# Time Out with Britney Spears
Time Out with Britney Spears je prvi video album pop pevke Britney Spears, posnet in izdan na kanalu VHS v letu 1999, kasneje pa poleg njenega drugega video albuma, Live and More!, 13. februarja 2001 izdan tudi na DVD-ju.

## Dodatki

### Tehnični dodatki
- Možni podnapisi: Angleščina
- Možne audio pesmi: Angleščina, angleščina (program Dolby Digital 5.1)
- Predvajan v celoti ali s posameznimi odlomki

### Zgodba
- Odraščanje [8 minut, 30 sekund]
- Snemanje mojega prvega albuma [5 minut, 12 sekund]
- Snemanje videospotov

1.  »...Baby One More Time« [3 minut, 56 sekund]
2.  »Sometimes« [3 minut, 50 sekund]
3.  »(You Drive Me) Crazy« [remiks The Stop] [3 minut, 18 sekund]

- Na cesti
- Disney Channel na koncertu (z možnostjo besedila na ekranu)

1.  »Born to Make You Happy« [4 minut]
2.  »From The Bottom Of My Broken Heart« [4 minut, 11 sekund]

Tudi:
- Kanal VHS je skupaj z založbo Jive izdal kaseto (Britney ali drugih ustvarjalcev) z dvema odzivnikoma Britney Spears, posnetima na koncu (na enem je predvajan remiks pesmi »...Baby One More Time«, na drugem pa pesem »Sometimes«).